# 相内神社
相内神社（あいのないじんじゃ）は、北海道北見市に鎮座する神社本庁包括下（北海道神社庁網走支部管内）の神社。旧社格は無格社。旧相内村の大部分を氏子区域とする。

## 概要
天照大神・豊受大神を祭神として祀り、社殿は神明造、千木は内削ぎ、鰹木の数は8本。境内社として相馬神社、三吉神社がある。明治の末年、この地域に入植した屯田兵による神明奉斎を神社創立の淵源とし、同神社の祖霊殿には屯田兵及びその親族・家族の霊を祀っている。
例祭日は9月23日で、氏子区域一円において神輿渡御が行われる。特有の神事として、毎年3月（雛祭り後の最初の日曜日）に行われる人形感謝祭がある。

## 由緒・歴史
相内神社の嚆矢となったのは、屯田歩兵第4大隊第3中隊に所属する屯田兵と、その家族・親族の信仰である。現在の北見市相内町周辺に屯田兵が入植したのは明治30年（1897年）から明治31年（1898年）にかけてで、現在の北見市美園に中隊本部を置き、同東相内町、同豊田に分住して開拓と訓練に励んだ。
これら3地区それぞれに小祠が祀られ、日常の参拝はもとより、春は札幌神社（現在の北海道神宮）の例祭日に合わせ6月15日に、秋は伊勢の神宮で神嘗祭が行われる9月17日に祭礼を行って、崇敬心を深めるとともに日々の疲れを癒していた。
まもなく屯田兵制が廃止されたのちも、屯田兵とその家族・親族の多数が同地に残り、大正10年（1921年）、野付牛町（現・北見市）より分かれて相内村が成立すると、彼らを中心に一村の鎮守神としての神社を建立すべしとの声が高まってゆく。まずは新造されてまもない村役場の敷地内西側に、神名を記した木標を立てて祭祀を行い、昭和7年（1932年）、相内小学校の御真影奉安殿が新造されると旧奉安殿を社殿として流用し、現在の相内町市街地の北方中央を社殿地と定め、遷座祭を行った。
これを機に村議会を初め、有志の間より社殿の新造営、村社昇格申請の議がたびたび起きるが、戦時体制へと移行してゆくうちに立ち消えていった。戦後になって、昭和10年（1935年）頃より日夜熱心に社殿に参拝し、氏子や崇敬者の教化に努めていた今村政男を常任神職として祭祀を委ねるべきとの声が高まってきたのを機に、昭和27年（1952年）、同氏の私財及び氏子崇敬者の浄財をもって現社殿を造営、今村政男が宮司に就任。その後境内整備、一層の氏子教化育成を図り、今日の隆盛を見るに至る。

## 祭神
天照大神（あまてらすおおかみ）
伊弉諾尊（いざなぎのみこと）・伊弉冉尊（いざなみのみこと）の娘神。皇室の御祖神（みおやのかみ）にして、太陽神。皇大神宮（伊勢の神宮・内宮）の主祭神。皇室を初め国民崇敬の中心とされる神。高天原にて田畑を耕し、あるいは養蚕、織物をし、安定した国土を経営されたことにちなみ、国土安泰、福徳、開運、勝運を司る神とされる。
豊受大神（とようけのおおかみ）
稲または五穀の精霊神で、豊受大神宮（伊勢の神宮・外宮）の主祭神。天照大神に食事を給仕する職掌より食物・飲食を、また衣食住、商売繁昌、厄除開運、無病息災、延命長寿を司る神とされる。

## 祭事暦
- 1月1日 - 歳旦祭
- 1月15日 - 古神札焼納祭（どんど焼）
- 2月3日 - 厄除祈願祭
- 3月上旬 - 人形感謝祭
- 3月下旬 - 神道会春季祖霊祭
- 4月22日 - 相内大火記念鎮火祭
- 6月15日 - 春季例祭
- 7月17日 - 境内社・相馬神社例祭
- 8月上旬 - 境内社・三吉神社例祭
- 9月23日 - 秋季例祭
- 10月下旬 - 屯田開拓者慰霊祭
- 11月23日 - 新穀感謝祭
- 11月後半 - 神道会秋季祖霊祭
- 12月1日 - 神宮大麻頒布始祭
- 12月31日 - 除夜祭・大祓式

## 境内社

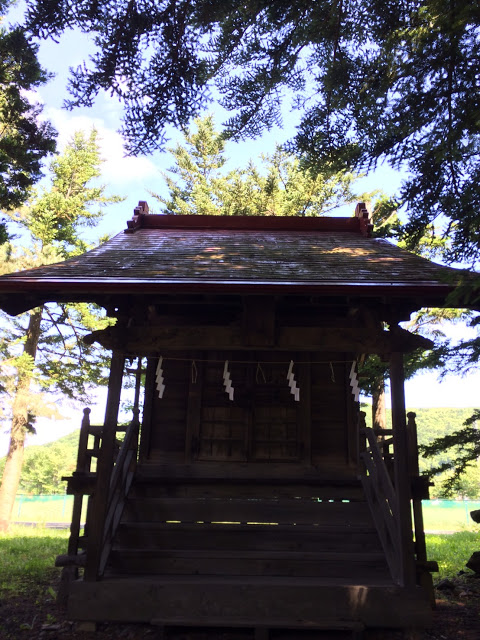
相内神社境内社の相馬神社

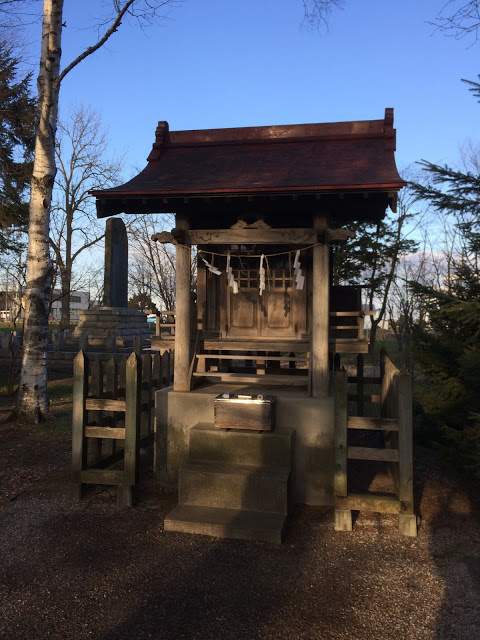
相内神社境内社の三吉神社

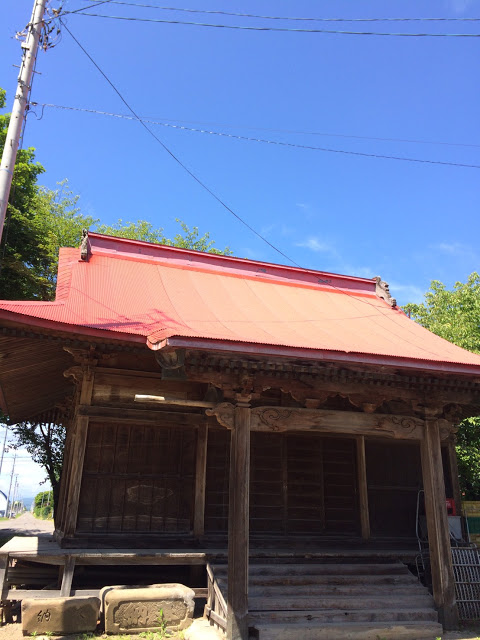
相内神社神楽殿

相馬神社
相内神社社殿の向かって右手のやや後方に鎮座する。祭神は天之御中主大神（あめのみなかぬしのおおかみ）。社殿正面の額に「相内妙見相馬神社」とあり、妙見信仰と習合しつつ信仰されてきた歴史を持つ。また、下記の経緯より相内神社境内地における構造物のうち、もっとも古いと目されている。
屯田兵入植直後の1898年（明治31年）9月、当時の二区（現在の北見市美園の大部分）の遥拝所として創祀、毎年春秋2度、例祭を行う。1903年（明治36年）に屯田兵が現役解除、後備役となると、この遥拝所は二区所属となり、西側山麓の空気の澄んだ場所を選び社殿を造営する。これは現在の西18号線、灌漑溝の北側付近にあたる。
以来、美園地区の鎮守神として毎年、春は6月15日、秋は10月15、16日、盛大に例祭を斎行してきたが、人口の減少に伴い護持運営に今後、不安が残ることを見越して、相内神社の境内へ遷座することとなった。1952年（昭和32年）11月2日の遷座祭当日には、美園部落こぞって馬車を出し、社殿そのものを現在地に丁重に運んだ。現在は7月17日を例祭日とし、祭典委員会を設けて相内・豊田・美園の3地区の輪番で祭典を斎行しており、今日では牛馬はもとより、ペットの守護神として信仰されている。
三吉神社
相内神社社殿に向かって参道の右手、手水舎の向かいに鎮座する。祭神は三吉霊神（みよしのおおかみ）。かつて存在していた北見地方秋田県人会によって昭和10年（1935年）10月15日、北見市美芳町に造営される。
昭和34年（1959年）北見市の市街化計画の区画整理の対象となったのに伴い、相内神社初代宮司・今村政男が昭和10年時の造営にたずさわった縁で、相内神社の境内地へ遷座。造営当時の秋田県人会代表で、名物豆腐屋とうたわれた瀬川勇助が世話役となり、今村宮司は末永く大切に祀ることを約束した。
当初は現在の社務所裏に遷座したが、同年社務所が新築されるとその背後に位置してしまうことから、秋田県人会ではさらに別な場所への遷座を決め、昭和50年（1975年）11月22日、現在地へ遷座した。今日では商売繁盛、勝負事の神様として信仰を集めている。
なお、北見地方秋田県人会は大正4年（1915年）2月発足。会員同士の結束力が強く、季節ごとに集まり、毎年6月の例祭を盛大に斎行してきたが、会員数の減少と高齢化に伴い平成28年（2016年）6月をもって解散した。
神楽殿（旧豊田神社）
同施設は境内社ではないが、かつての豊田神社を相内神社の神楽殿として流用したものなので、ここに記載する。
豊田神社は明治36年（1903年）、屯田兵が現役解除になったのに伴い地域の小祠として創祀。春秋の2度、例祭を斎行し、特に秋は土俵を作って奉納相撲、田舎芝居、仮装行列などの神賑行事を行い、住民にとって日頃の労働から解放される年に1度の楽しみであった。当時の鎮座地は現在の西24号線の灌漑溝北側。かつての社殿は大正年間の建立（画像参照）。向拝上部の彫刻は当時の職人の技巧を偲ばせる。現在地への移転は昭和42年（1967年）。豊田部落総出で奉仕した。

## 境内の施設等

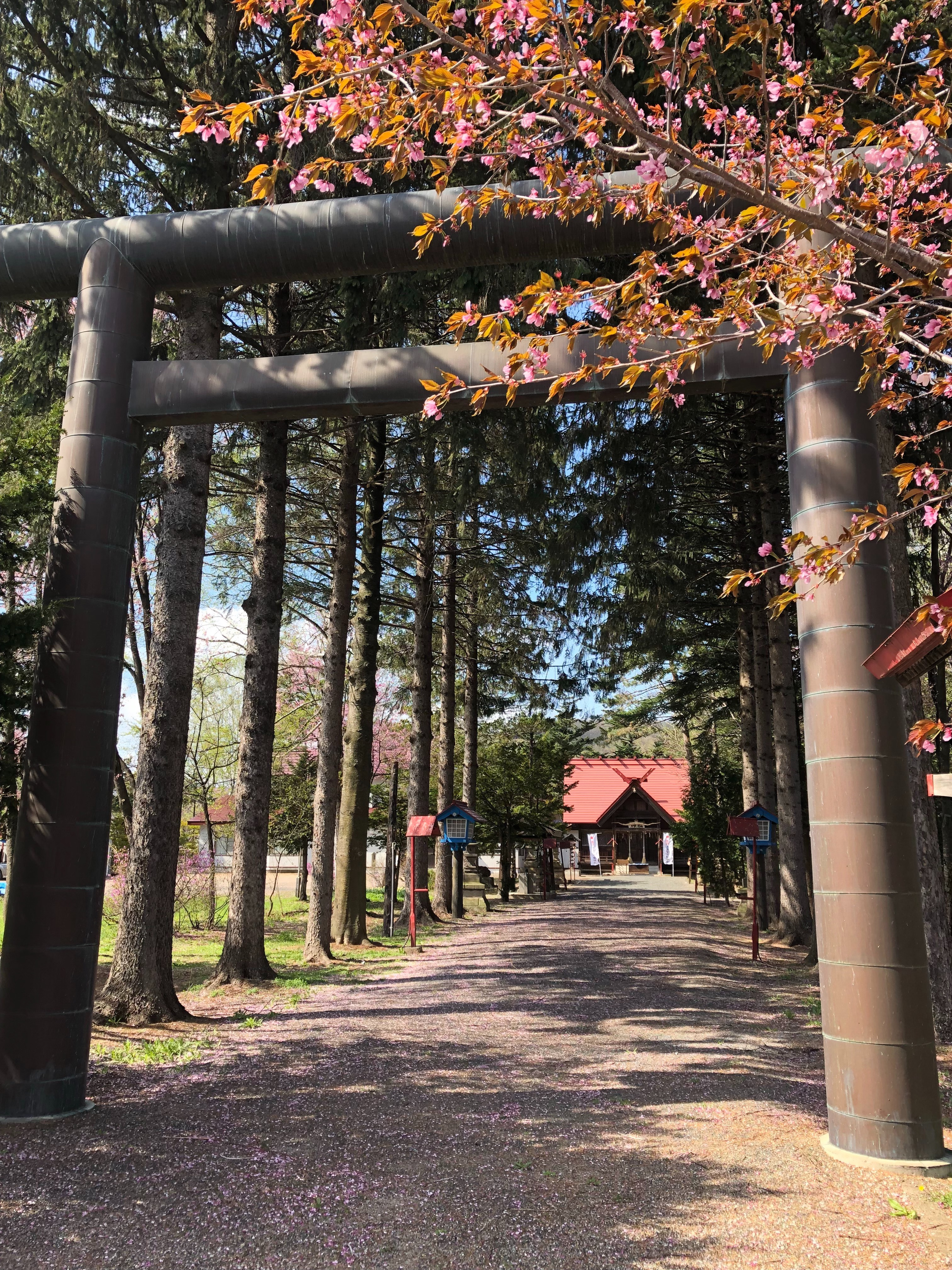
銅鳥居
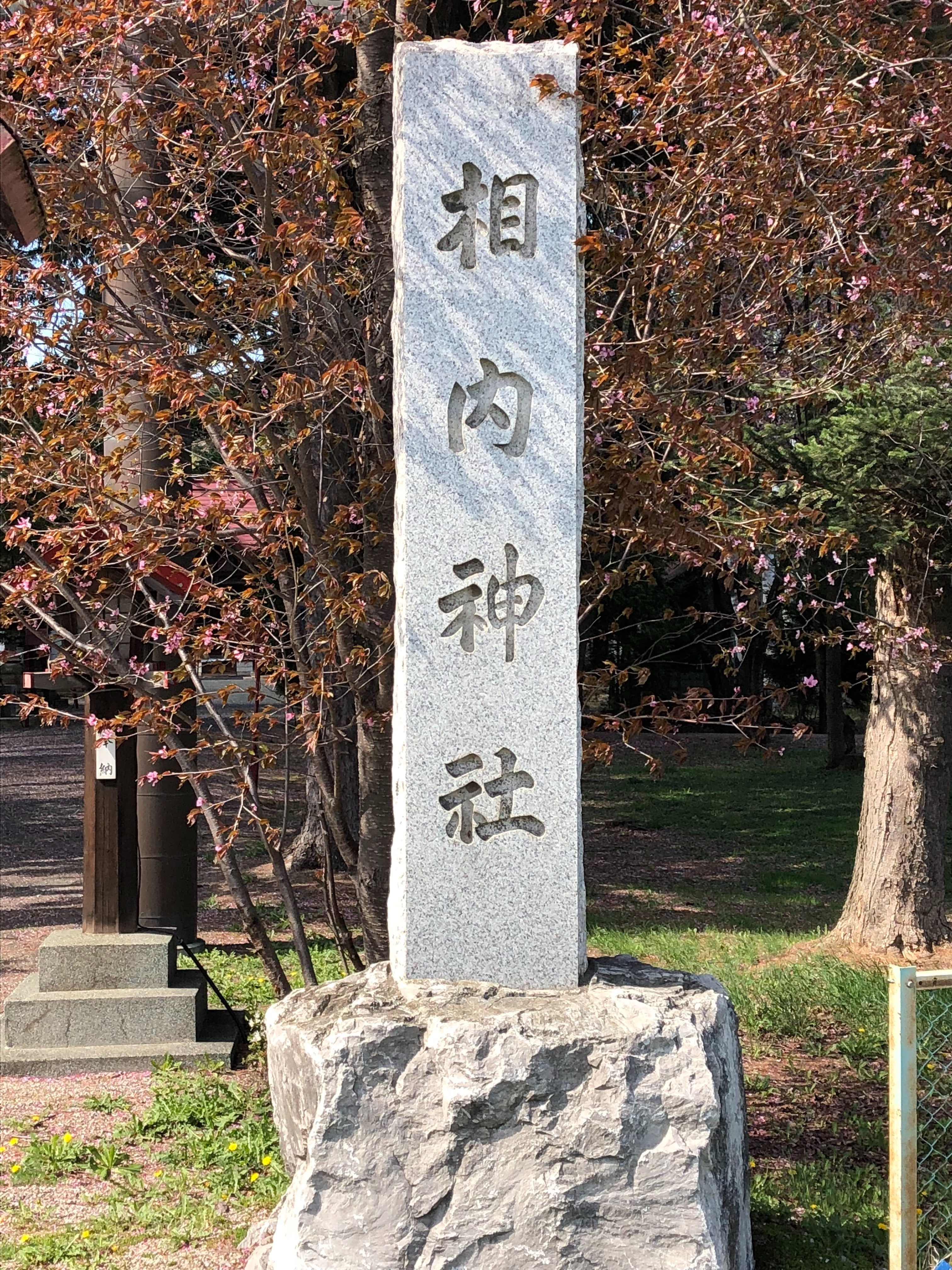
社号標
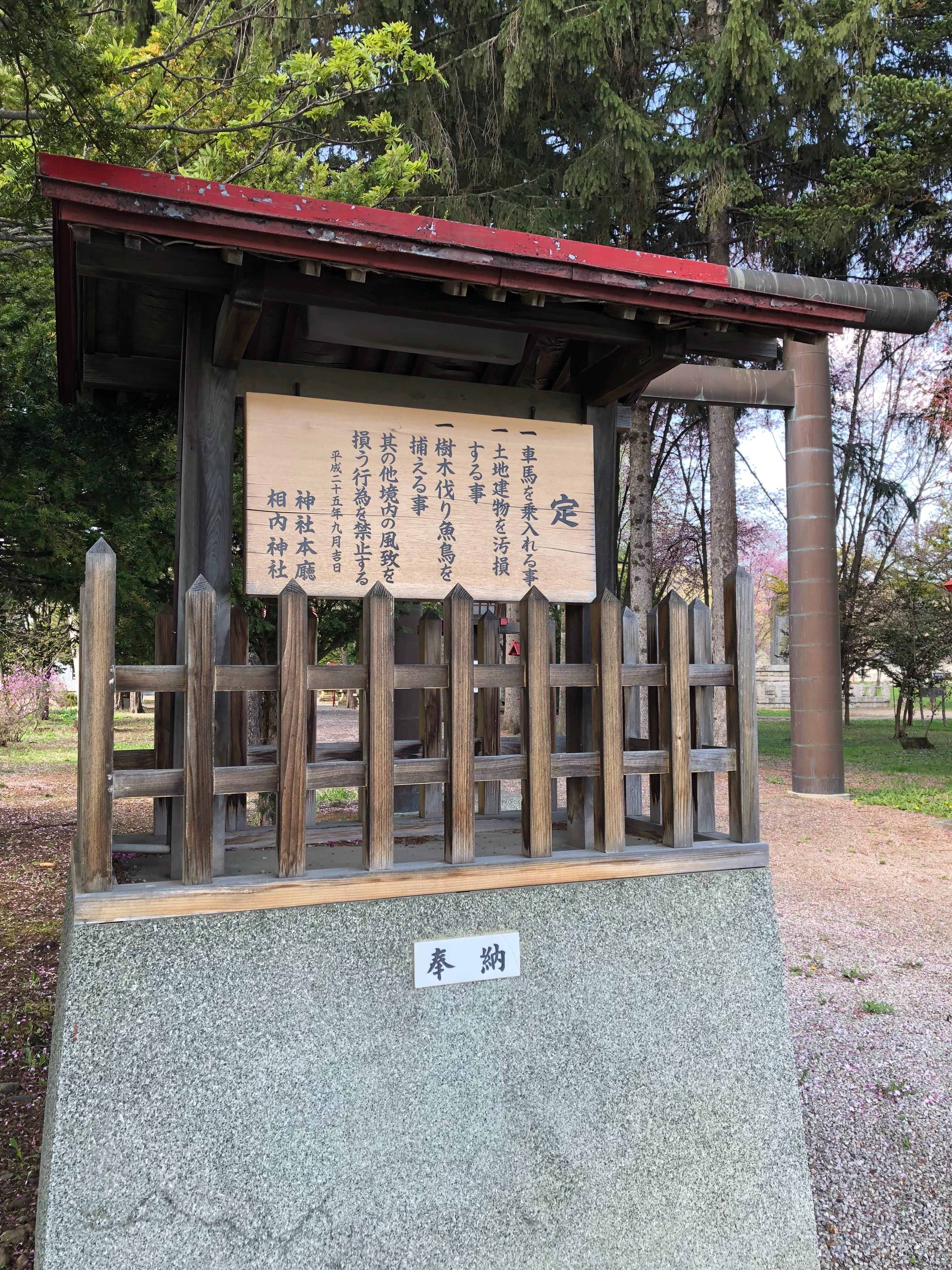
制札
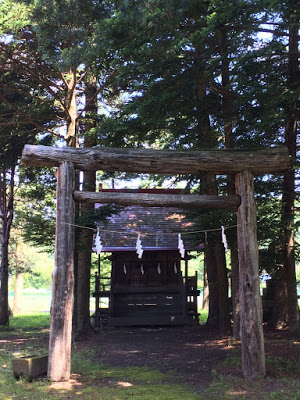
相馬神社の白木鳥居
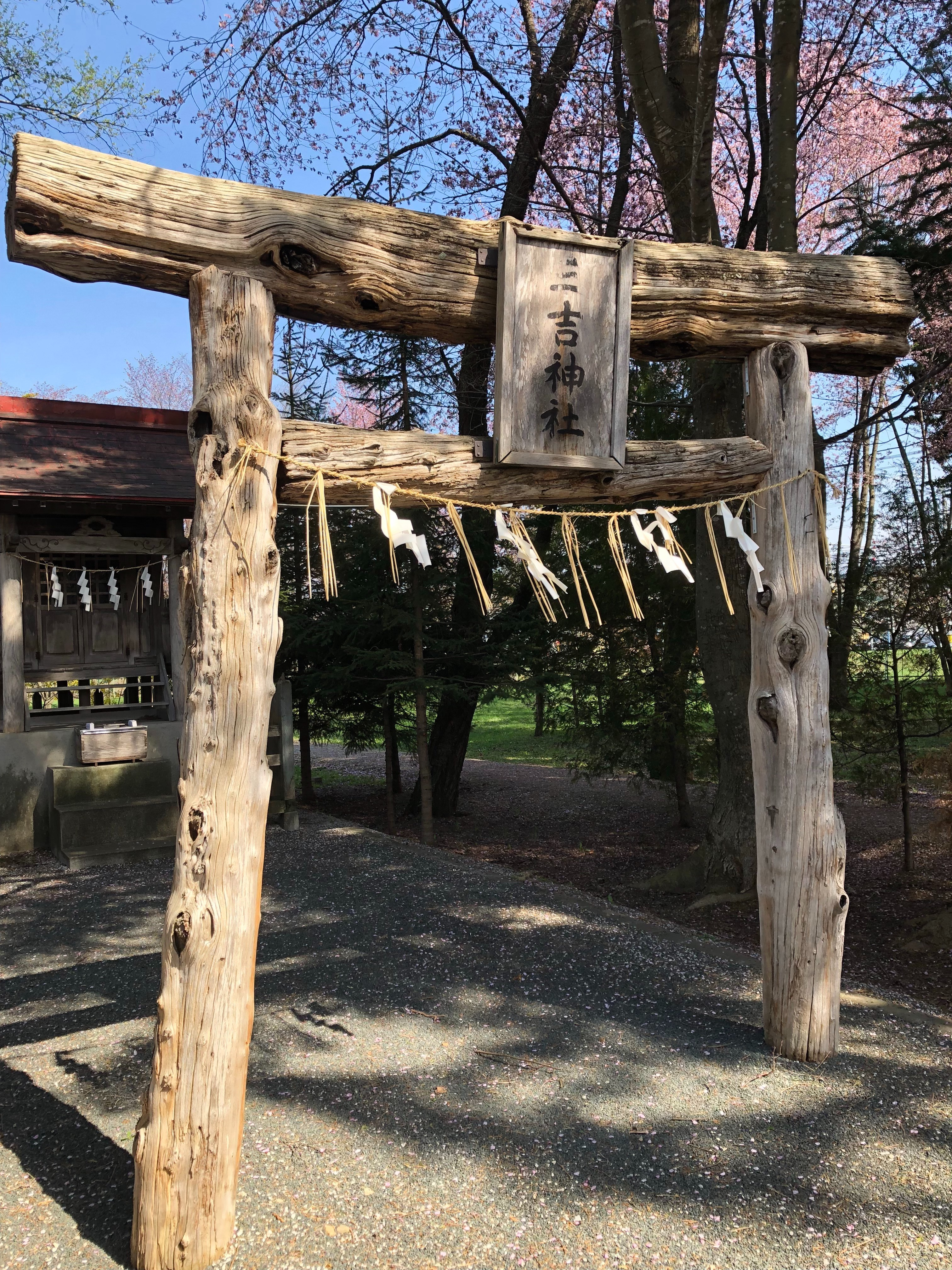
三吉神社の白木鳥居
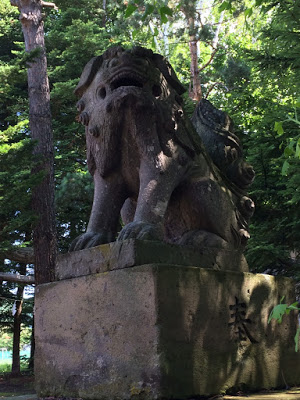
獅子
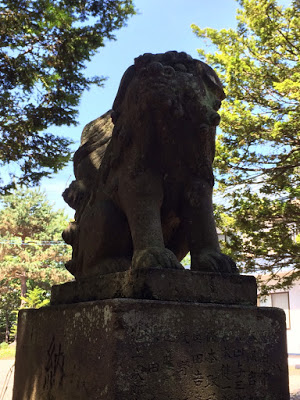
狛犬
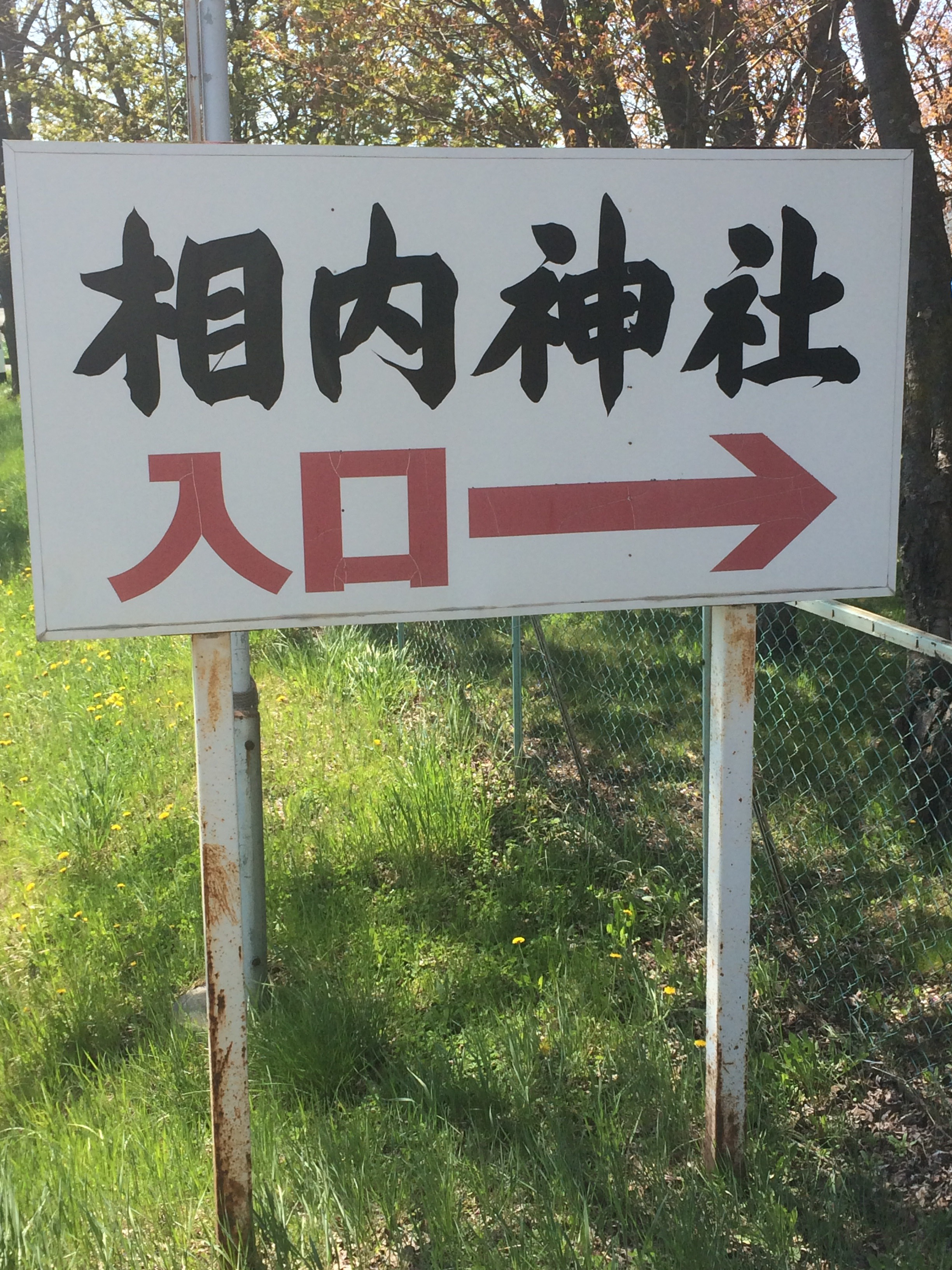
神社入口の看板

## 社宝等

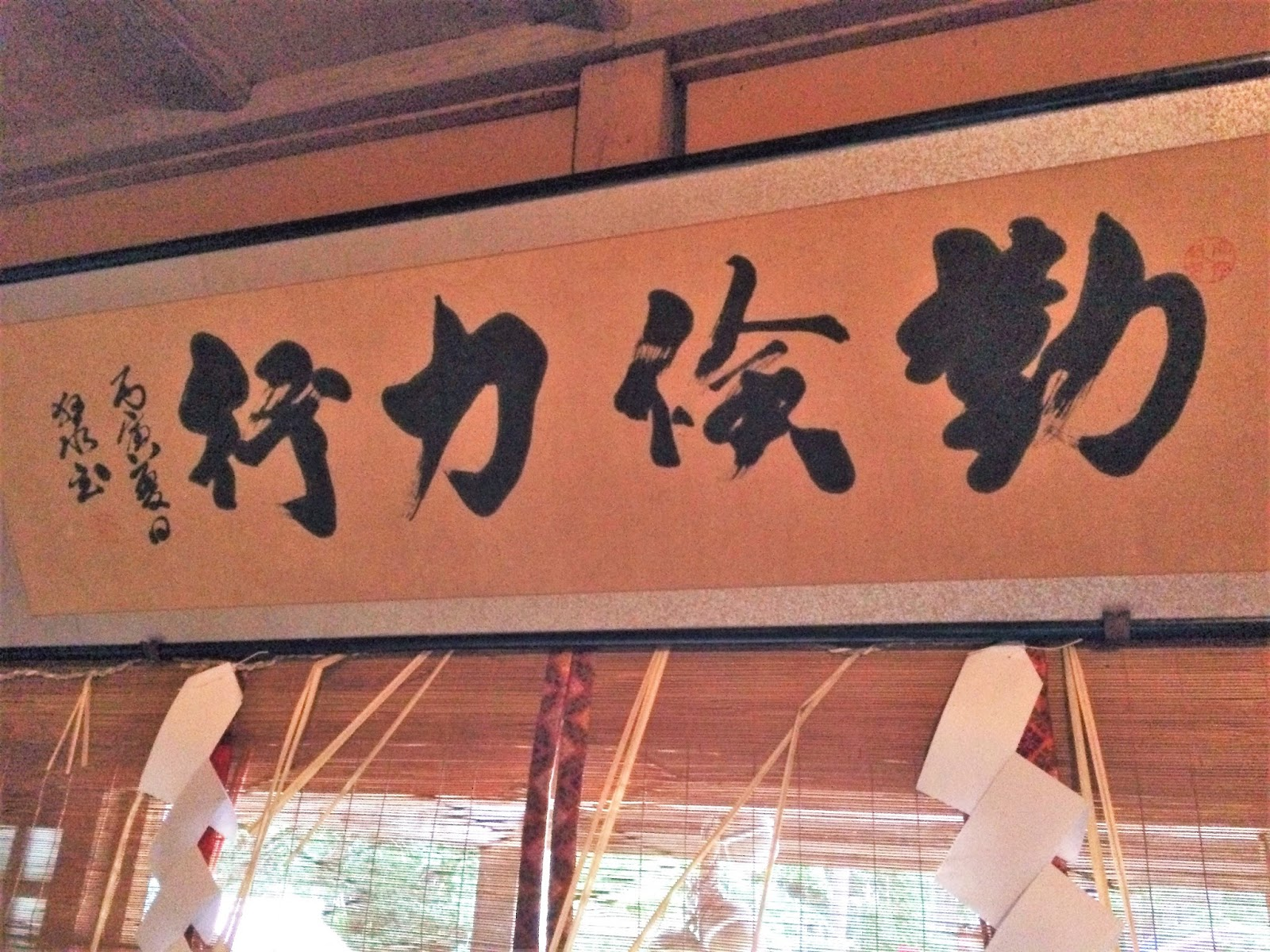
旧相内村村長・河原鶴造書

扁額『勤倹力行』
旧相内村3代村長・河原鶴造（号・狂水）による書。書中「丙寅夏日」は大正15年（1926年）夏。相内村の発展に多大な功績を残した河原鶴造は、明治10年（1877年）1月10日、鳥取県東伯郡長瀬村大字水下村の生まれ。同31年（1898年）9月屯田兵として入植、同36年（1903年）屯田兵の現役解除時には歩兵軍曹。日露戦争時は北韓軍に属して功有り、勲七等青色桐葉章を受章。昭和8年（1933年）より同20年まで村長を勤めた。

## 被合祀神社一覧
相内神社に合祀された神社は以下の通り。なお、境内社の相馬神社及び三吉神社は相内神社の境内地への「遷座」であるので、ここには記載しない。
| 神社名     | 創建年             | 合祀時期                  | 備考                                                                               |
| ---------- | ------------------ | ------------------------- | ---------------------------------------------------------------------------------- |
| 豊田神社   | 明治36年（1903年） | 昭和42年（1967年）        | 旧社殿は現在、神楽殿として流用される。上記、神楽殿の項参照。                       |
| 西相内神社 | 大正5年（1916年）  | 昭和40 - 45年頃           | 祭神は天照大神。西33号線北方山麓に鎮座していた。                                   |
| 住吉神社   | 不明               | 昭和40 - 45年頃           | 西23号線の北部延長線上の石灰川と、当時の公民館の間の個人の敷地内に建てられていた。 |
| 本沢神社   | 大正14年（1925年） | 昭和36年（1961年）9月12日 | 道道下仁頃相内停車場線と、ポンアイナイ川の交叉する付近に鎮座していた。             |
| 柏木神社   | 不明               | 平成元年（1989年）6月9日  | 西12号線を北部へ延長したところ、西10号線との中間付近に鎮座していた。               |
| 富里神社   | 不明               | 平成元年（1989年）6月8日  | サマッケニコロ沢とニコロ川の合流する地点に鎮座していた。                           |
| 東相内神社 | 明治30年（1897年） |                           | 若一王子宮の分霊を祀る。北見市東相内町183に鎮座していた。                          |

## 交通
公共交通機関を利用する場合
JRを利用する場合は、石北本線相内駅下車、徒歩10分。北見駅、留辺蘂駅からの所要時間はいずれも約30分。ただし同駅には普通列車のみ停車。
バスを利用する場合は、北海道北見バス（温根湯・留辺蘂運動公園線）相内神社前停留所で下車、徒歩3分。北見停留所、留辺蘂停留所からの所要時間はいずれも約20分。
自家用車等を利用する場合
境内地が国道39号の北側に位置するため、北見市市街地方面からは右手、留辺蘂町方面からは左手となる。また、国道に面して駐車場入り口に看板が設置されている。